# 科爾熱 (羅姆內區)
50°42′3″N 33°23′57″E / 50.70083°N 33.39917°E
科爾熱（烏克蘭語：Коржі）是位於烏克蘭東北部的村莊，由蘇梅州羅姆內區的羅姆內市鎮負責管轄。該村分別距離薩多韋0.5公里和蘇拉河2公里，海拔高度149米，2001年人口17。